# Великочорнокінецька загальноосвітня школа
Великочорнокінецька загальноосвітня школа I—ІІІ ступенів — навчальний заклад у селі Великі Чорнокінці Колиндянської сільської громади Чортківського району Тернопільської области.

## Історія
У 1861 р. вже функціонувала однокласна народна школа (вчитель Захарій Білінський).
Протягом певного часу в селі діяла тривіальна школа (зокрема, у 1871 р.), учителем в якій працював Захарій (або Захаріяш) Білінський (пол. Zacharyasz Biliński).
Потім протягом певного часу діяла 2-класна народна школа. Учителями в ній працювали: у 1875 р. — Захарій (або Захаріяш) Білінський, у 1880 — Леон Левицький (пол. Leon Lewicki).
У школі учнів в 1952 році — 284, 1973 — 599;у 1952 році — 10 вчителів.[джерело?]
1 липня 1892 р. у Великих Чорнокінцях школу, згідно з ухвалою Крайової шкільної ради, перетворено в двокласну; 30 листопада 1894 — у чотирикласну
У 1921 р. — відкрито школу з польською мовою навчання; 1925 р. рішенням Кураторії шкільного округу в Львові запроваджено польсько-українську мову викладання у 5-класній загальній школі у Великих Чорнокінцях, згодом — у 6-класній. У 1939 р., після встановлення радянської влади, діяла 7-класна школа.
1 вересня 1953 р. відкрито середню школу.
У серпні 2003 р. відбулося урочисте святкування п'ядесятилітнього ювілею створення середньої школи.
До 2016 року підпорядковувалася Чортківській районній раді. У 2016 р. перейшла у підпорядкування Колиндянської сільської громади.
Школу відвідував відомий письменник, лауреат шевченківської премії Р.Андріяшик, поетеса Ганни Костів-Гуски, краєзнавці з Борщева, поет Іван Драч (1998) та єпископ Австралії і Нової Зеландії П.Стасюк (15 вересня 1998).[джерело?]

## Сучасність
У 11 класах школи навчається 127 учнів, у школі викладають англійську та німецьку мови.

## Педагогічний колектив
Педагогічний колектив складається з 19 педагогів.
Керівництво
- Юрченко П.В. (1953—1971),
- Яхницький Є.М. (15 грудня 1971 — січень 1984),
- Галябарда О.А. (січень 1984 — ?),
- Клапків Ганна Іванівна (від ?).

## Відомі випускники
- Тиха Ганна Семенівна (бл. 1936)
- Хамчук Петро Михайлович (1936,6-й клас)
- Боднар Федір Іванович (бл. 1951)
- Довгошия Петро Іванович (1973)[5][6]